# Nick Fury
El Coronel Nicholas Joseph «Nick» Fury Sr. (también llamado Nick Furia o Coronel Furia en muchas traducciones al español), es un personaje ficticio que aparece en los cómics estadounidenses publicados por Marvel Comics. Creado por el escritor / artista Jack Kirby y el escritor Stan Lee, Fury apareció por primera vez en Sgt. Fury y sus Comandos Aulladores # 1 (mayo de 1963), una serie de combates de la Segunda Guerra Mundial que retrata a Fury que mastica cigarros como líder de una élite del ejército de los Estados Unidos. Un personaje popular durante varias décadas, en 2011, Fury ocupó el puesto 33 en los 100 mejores héroes del cómic de IGN, y 32 en su lista de «The Top 50 Avengers». A veces ha sido considerado un antihéroe.
El Nick Fury moderno, inicialmente un agente de la CIA, debutó unos meses más tarde en Fantastic Four # 21 (diciembre de 1963). En Strange Tales # 135 (agosto de 1965), el personaje se transformó en un espía como James Bond y agente principal de la agencia de espionaje ficticia S.H.I.E.L.D. El personaje aparece frecuentemente en los libros de Marvel como el antiguo jefe de S.H.I.E.L.D. y como intermediario entre el gobierno de los Estados Unidos o las Naciones Unidas y varios superhéroes. Finalmente se revela que Fury toma un medicamento especial llamado Fórmula Infinita que detuvo su envejecimiento y le permite estar activo a pesar de tener casi un siglo de edad.
Nick Fury aparece en varias series de Marvel ambientadas en universos alternativos, así como en múltiples películas animadas, programas de televisión y videojuegos basados en los cómics. El personaje fue retratado por primera vez en acción en vivo por David Hasselhoff en la película televisiva de 1998, Nick Fury: Agent of S.H.I.E.L.D. Samuel L. Jackson firmó un contrato de nueve películas para retratar al personaje de la franquicia de Marvel Cinematic Universe, que apareció por primera vez en la película Iron Man (cameo final; 2008). También aparece en Iron Man 2 (2010), Thor (cameo final; 2011) Capitán América: el primer vengador (cameo final; 2011), The Avengers (2012), Capitán América y el Soldado del Invierno (2014), Avengers: Age of Ultron (2015), Avengers: Infinity War (cameo final y sufrido por el chasquido; 2018), Capitana Marvel (2019), Avengers: Endgame (cameo final; 2019), Spider-Man: Lejos de casa (2019) y The Marvels (2023). Jackson también apareció en dos episodios de la primera temporada de la serie de televisión Agents of S.H.I.E.L.D.. Jackson regresa en la serie animada de Disney+ ¿Qué pasaría si...? (2021) como versión alternativa y la otra serie Invasión Secreta (2023). Una versión del personaje que aparece en Marvel, la huella de Ultimate Marvel se basó en la apariencia y personalidad de la pantalla de Jackson, mucho antes de que fuera seleccionado para el papel. La popularidad del personaje interpretado por Jackson en las películas más tarde llevó a Marvel a retirar al personaje original, reemplazándolo con su hijo afroamericano Nick Fury Jr., parecido a la versión de Ultimate Marvel inspirada en Jackson.

## Historia

### Primeros años y tiempo de guerra
Nicholas Joseph Fury era el mayor de los tres hijos de Jack Fury. Su padre era un ciudadano de los Estados Unidos que se alistó en el Cuerpo Real de Vuelo del Reino Unido de Gran Bretaña e Irlanda durante la Primera Guerra Mundial. Este personaje de poca importancia en el Universo Marvel solo fue protagonista en el número 76 de Sgt. Fury and his Howling Commands (marzo de 1970). De acuerdo con ese ejemplar, Jack se alistó en el Cuerpo en 1916 y se quedó estacionado en Francia durante la Tercera República. Consiguió derribar a Manfred von Richthofen al poco de comenzar su carrera aérea y se convirtió en un aviador muy condecorado al final de la guerra en 1918.
Jack Fury aparentemente fue despedido al final de la guerra y volvió a Estados Unidos. Se casó con una mujer desconocida y tuvo tres hijos. El mayor, Nicholas Joseph Fury, nació probablemente entre la última parte de la década de 1910 y mediados de los años 20, que será el director de S.H.I.E.L.D. El siguiente fue Jacob Jake Fury, que se convertiría en el supervillano Escorpio que co-fundaría el Zodiaco. La tercera es Dawn Fury.
Los tres crecieron juntos en el barrio de Manhattan (Nueva York) conocido como Cocina del infierno (Hell's Kitchen). Nicholas es un boxeador aficionado de la Liga Atlética de la Policía de la Ciudad de Nueva York, donde aprende sobre la puntería. Cuando era un adolescente en 1937, se fue al extranjero por primera vez para luchar con las Brigadas Internacionales en la guerra civil española. Estaba de permiso en Guernica cuando los fascistas lo bombardearon.
Después de regresar a Estados Unidos, Fury y su amigo Red Hargrove abandonan el vecindario para perseguir sus sueños de aventura, y finalmente se establecen en un atrevido paseo a pie y en paracaídas. Sus trucos para desafiar a la muerte mientras entrenaban Comandos británicos en 1940 llamaron la atención del teniente Samuel "Happy Sam" Sawyer, que en ese momento trabajaba para los Comandos británicos, que los alista para una misión especial en los Países Bajos. Nick y Red se unirán más tarde al Ejército de los EE. UU., Con Fury en entrenamiento básico bajo el sargento Bass. Nick y Red están estacionados juntos en Schofield Barracks, Hawái cuando la Armada Imperial Japonesa embosca la base el 7 de diciembre de 1941. Red es uno de los muchos que murieron en el ataque a Pearl Harbor, con Fury jurando venganza contra los japoneses y los nazis.
Sawyer, ahora capitán, le asigna a Fury el mando del Primer Escuadrón de Ataque, una unidad de los Rangers del Ejército de EE. UU., a la que Winston Churchill les otorga el título honorífico de Comandos después de sus primeras misiones. Son apodados los "Comandos Aulladores" y estacionados en una base militar en el Reino Unido para combatir misiones especializadas, principalmente, pero no exclusivamente, en el Teatro Europeo de la Segunda Guerra Mundial. Durante este período, Fury se enamora de una enfermera británica, Lady Pamela Hawley, que muere en un bombardeo en Londres antes de poder proponerle matrimonio.

### C.I.A.
Al final de la Segunda Guerra Mundial en Europa, Fury es gravemente herido por una mina terrestre en Francia, y es encontrado y curado por Berthold Sternberg, quien lo usa como sujeto de prueba para su Fórmula Infinity. Después de realizar una recuperación completa, Fury comienza a trabajar para la Oficina de Servicios Estratégicos (OSS), precursora de la Agencia Central de Inteligencia (CIA). Seis meses después de su servicio, se entera del alcance de la operación de Sternberg para salvar vidas: la Fórmula Infinita ha detenido su envejecimiento, pero si no recibe dosis anuales, envejecerá rápidamente y morirá. El médico comienza un período de 30 años de extorsionar grandes sumas de dinero de Fury a cambio de las inyecciones.
Fury entra en la CIA como agente de espionaje, recabando información en Corea. Durante este tiempo los Comandos Aulladores son reformados donde Fury recibe una comisión del campo de batalla como teniente. Más tarde alcanza el rango de coronel. Durante este tiempo, recomienda el reclutamiento de los agentes casados, Richard y Mary Parker, quienes se convertirán en padres del ocasional aliado de Fury, Spider-Man. Mucho más tarde, la CIA lo usa como enlace con varios grupos de superpotencia que han comenzado a aparecer, incluidos los Cuatro Fantásticos, a quienes el agente de la CIA, Fury encuentra por primera vez en los Cuatro Fantásticos # 21 (diciembre de 1963). A pesar de la "cronología elástica" de Marvel, que sitúa las historias de principios de los 60 como apenas 10 años antes de las historias de hoy en día, Marvel nunca ha retomado una explicación para esa discrepancia cronológica, como la compañía tiene para muchos otros.
Durante su tiempo con la CIA, Fury comienza a usar su parche de marca registrada (un problema del Sargento Fury había revelado que había tomado metralla en un ojo durante la guerra, lo que le hizo perder lentamente de vista en el transcurso de los años).

### S.H.I.E.L.D.
Fury se convierte en el segundo comandante de S.H.I.E.L.D. como su director público. La autoridad final de S.H.I.E.L.D. se revela como una camarilla de 12 misteriosos hombres y mujeres que le dan a Fury sus órdenes y estructura operativa, dejando a Fury para gestionar la implementación real de estos órdenes y estrategias. Las identidades de estas personas nunca han sido reveladas; aparecen solo como figuras sombreadas en los monitores. Inicialmente, la principal némesis de su organización es la organización terrorista internacional Hydra, creada por el peor enemigo de Fury de la Segunda Guerra Mundial, el barón Wolfgang von Strucker (después de retconning de la continuidad original). Bajo Fury, S.H.I.E.L.D. se convierte en una de las organizaciones más poderosas del mundo, Llegando encubiertamente a los gobiernos nacionales y formando alianzas estratégicas con los Vengadores y otros grupos de superhéroes, manteniendo siempre la independencia y la negación. Fury pronto se convierte en el contacto principal de la comunidad de superhéroes cuando se requiere información relacionada con el gobierno para hacer frente a una crisis.
Después de años al mando, Fury descubre que S.H.I.E.L.D. e Hydra han caído bajo el control de un grupo de sensibles de androides Life Model Decoy conocidos como Deltites. Traicionado, Fury va a tierra, cazado por sus compañeros agentes, muchos de los cuales se revelan más tarde que han sido reemplazados por Deltites. Aunque Fury finalmente expone y supera la amenaza Deltite, el conflicto es tan destructivo para el personal y la infraestructura de S.H.I.E.L.D., y deja a Fury tan desilusionado, que disuelve a la agencia para evitar que sea nuevamente subvertida desde adentro.
Fury reconstruye S.H.I.E.L.D. desde el principio, inicialmente como una agencia más racionalizada lo suficientemente pequeña como para que personalmente vigile y proteja de ser corrompida. Esta nueva encarnación cambió el acrónimo para representar "Dirección Estratégica de Intervención de Peligros, Espionaje y Logística".
Algún tiempo después, Frank Castle, el vigilante conocido como Punisher, es capturado y enviado a una instalación de máxima seguridad con una escolta de S.H.I.E.L.D. Durante una sesión de hipnosis con Doc Samson, un personaje llamado Spook interrumpe y tiene al Punisher condicionado para creer que Fury es responsable del asesinato de la familia de Punisher. El Punisher escapa y, posteriormente, mata a Fury, quien está enterrado en el Cementerio Nacional de Arlington. Más tarde se reveló a Fury que el Punisher "mató", fue un androide muy avanzado Life Model Decoy.
Como se describe en la serie Secret War, devuelto a su cargo como director de S.H.I.E.L.D., Fury recluta de forma independiente a los superhéroes: Capitán América, Spider-Man, Luke Cage, Wolverine, Daredevil y la Viuda Negra para lanzar un ataque encubierto contra los dirigentes de Latveria, que está planeando un ataque masivo contra el EE. UU. Un año después, Latveria lanza un contraataque que resulta en la destitución de Fury como comandante de S.H.I.E.L.D., obligándolo nuevamente a ocultarse con numerosas órdenes internacionales para su arresto. Sus sucesores como Director de S.H.I.E.L.D. son primero Maria Hill y luego Tony Stark. Tanto Hill como Stark, manteniendo la desaparición de Fury en secreto de la base de S.H.I.E.L.D., usan Life Model Decoys para hacerse pasar por Fury en ocasiones.
Fury es el único oficial de "33 ° grado" de S.H.I.E.L.D., lo que significa que es el único miembro de S.H.I.E.L.D., presente o pasado, que conoce la existencia de 28 bases encubiertas de emergencia distribuidas por todo el mundo, proporcionando secretamente la facción Anti-Registro en el posterior Guerra Civil sobrehumana con bases donde pueden reunir sus fuerzas sin preocuparse de que sus enemigos Pro-Registro los encuentren.

### Invasión Secreta
Durante el tiempo que Fury pasa escondido, se entera de que Valentina Allegra de Fontaine ha estado tramando extraer códigos de acceso de S.H.I.E.L.D. y matarlo. Fury la mata primero, después de lo cual ella vuelve a su forma original de la hostil raza extraterrestre Skrull, que ha montado una invasión de la Tierra. Recluta a Spider-Woman para que sea su topo dentro de Hydra y S.H.I.E.L.D., y para ver si hay más impostores de Skrull. Sin que él lo sepa, ella es reemplazada poco después por la reina Skrull, Veranke. Más tarde instruye a la exagente de S.H.I.E.L.D., Daisy Johnson recluta a hijos superpoderosos de varios héroes y villanos para ayudar a combatir la invasión de Skrull; estos incluyen a Fobos, el hijo de Ares de 10 años y joven dios del miedo; Yo-Yo, una velocista mutante incomprendida; Hellfire, un pariente del Jinete Fantasma con poderes sobrenaturales; Druida, mago e hijo del Doctor Druid; y Stonewall, un joven que puede crecer a voluntad y tiene una gran fuerza. Fury los llama sus "Comandos".
Poco después del ataque a la Tierra, Fury y su nuevo equipo son atacados en la invasión Skrull en Times Square, Manhattan. Se las arreglan para repeler y matar a los invasores en el área de manera significativa, al tiempo que salvaron a los cadetes Iniciados abatidos y a los Jóvenes Vengadores. Él, junto con su equipo y los héroes rescatados, se ven luego trabajando y planificando su próximo movimiento en una de las 28 bases encubiertas de S.H.I.E.L.D. Lo han visto hablando con Deadpool, mientras que Deadpool estaba en una nave Skrull después de pretender unirse a ellos. Se revela que Fury contrató a Deadpool para infiltrarse en las filas de Skrull fingiendo desertar, con la intención de obtener información biológica de los Skrulls que Fury puede usar para detenerlos. Cuando Deadpool intenta transmitir los datos, es interceptado por Norman Osborn.
Fury lidera a los sobrevivientes de los Jóvenes Vengadores e Iniciativa a la lucha en Nueva York, donde se les unen Thor, el nuevo Capitán América, los Nuevos Vengadores y los Poderosos Vengadores, la pandilla de Capucha y los Thunderbolts, para tomar en el ejército de Super Skrulls de Veranke.
Cuando la batalla termina y se encuentran los verdaderos héroes, Nick es recibido por la verdadera Valentina Allegra de Fontaine y Dum Dum Dugan. Les da una mirada y se teletransporta con sus Secret Warriors, sin hablar con sus antiguos amigos.

### Dark Reign y Secret Warriors
Durante una infiltración y eliminación de una base secreta de S.H.I.E.L.D. en Chicago, Fury descubre que S.H.I.E.L.D. está, y siempre ha estado, secretamente controlado por Hydra. Un Fury angustiado ahora planea usar sus Secret Warriors para combatir la renovada amenaza Hydra, encabezada por su antiguo enemigo, el Barón Strucker. Se contrata a los nuevos Comandos Aulladores, una compañía militar privada formada por 1200 exagentes de S.H.I.E.L.D. que se negaron a unirse a H.A.M.M.E.R. de Norman Osborn, para emplearlos en su lucha contra Hydra y Osborn. Él tiene un número de hombres internos para ayudar en sus redadas, incluyendo Natasha Romanoff haciéndose pasar por Yelena Belova que está al mando de los Thunderbolts. Finalmente, él y sus hombres comandaron Helicarriers fuera de servicio, así como forzar a los agentes de H.A.M.M.E.R. en el muelle a seguirlo. Natasha lleva a Songbird a Fury, pero ella es seguida y los Thunderbolts capturan a los tres. Osborn luego dispara a Fury en la cabeza. No fue el verdadero Fury a quien dispararon, sino un señuelo de Life Model en su imagen, que el Fixer revela a Songbird y Viuda Negra más tarde después de que escapan de los Thunderbolts.
En una misión en solitario poco después, Fury se une a Norman Osborn para interrogar a un agente H.A.M.M.E.R. de nivel inferior. La conversación (y los materiales obtenidos después) revelan que puede haber una organización muy parecida a Hydra, instalada en los niveles superiores de los gobiernos mundiales, llamada "Leviatán". Esta organización parece haber sido fundada por el gobierno soviético por razones aún no claras. Fury más tarde presenta a Daisy Johnson a prominentes miembros de los Comandos Aulladores, incluyendo a Alexander Pierce, líder del segundo equipo de orugas, y Mikel, hijo de Fury y líder del equipo "gris".

### Siege
Fury y los Secret Warriors son convocados más tarde por el Capitán América a su escondite junto con los Jóvenes y Nuevos Vengadores, cuando Rogers, tratando de ayudar a su compañero de mucho tiempo, Thor en su difícil situación durante el Asedio de Asgard lanzado por Norman Osborn, reunió a todos aliados para atacar a Osborn y rescatar a Thor mientras que al mismo tiempo termina el reinado oscuro de Osborn. Fury insiste en que Phobos se quede atrás debido a la falta de voluntad de luchar contra su padre Ares y su juventud, y luego abre un agujero de gusano a bordo de un ex jet S.H.I.E.L.D. que lleva las fuerzas combinadas de los tres equipos a Oklahoma. Luego interceptan el sitio de Norman Osborn y con la ayuda de Iron Man, quien recibe una variación de su traje de Veloz, cierran el traje de Norman. Su victoria se trunca cuando Sentry, ahora totalmente poseído por el Vacío, comienza a atacarlos. Loki intenta ayudar a Fury y a los demás héroes dándoles poder con las Piedras Norn, pero Vacío lo mata pronto. Iron Man luego usa el ex-Helicarrier de S.H.I.E.L.D. como una bala en el Vacío. Robert Reynolds recupera el control de su cuerpo y le ruega a los Vengadores que lo maten. Thor se niega, pero termina matándolo de todos modos cuando el Vacío comienza a tomar el control nuevamente. Los Vengadores se reúnen y la prensa declara que ha comenzado una nueva "Era Heroica".

### Edad heroica
Mientras Fury permanece bajo tierra, lo que le permite a Steve Rogers tomar el control oficial del lado súper-espía de las cosas, él permanece en contacto con los héroes de la Tierra y monitorea sus actividades. Proporciona a los Nuevos Vengadores un suero especial, creado como una combinación del suero Super-Soldado y la fórmula Infinita, para ayudar a Pájaro Burlón cuando recibió un disparo durante una redada en una base H.A.M.M.E.R. Fury luego gasta la última muestra de la Fórmula Infinita para salvar la vida de Bucky. Él sigue siendo inmortal debido a pequeñas cantidades de la fórmula en su cuerpo.

### Cicatrices de Batalla
En 2012, la serie de seis partes Battle Scars presenta al hijo secreto de Nick Fury, Sgt. Marcus Johnson, que es afroamericano y termina perdiendo un ojo en la serie. Se ha descrito que el personaje se parece a Samuel L. Jackson, tal como lo hace Nick Fury del Ultimate Universe. Nick Fury se retira al final de la serie, y su hijo se une a S.H.I.E.L.D. Al unirse a S.H.I.E.L.D, Johnson cambia su nombre a su nombre original de nacimiento de Nick Fury Jr., cuando él y el Agente Coulson aparecen en el Helicarrier de la página final.

### Pecado original
Durante la historia de Pecado Original, se llama a Nick Fury para ayudar a investigar el asesinato de Uatu el Vigilante. Fury es atacado y decapitado por el Soldado del Invierno. Cuando los equipos de investigación, incluidos Pantera Negra, Emma Frost, Doctor Strange y Punisher, intentan perseguir a Bucky, encuentran una estación espacial de origen desconocido. "Fury" se revela como un señuelo Life Model muy avanzado, con la estación espacial que contiene el real, los ancianos, Nick Fury y varios LMD. Fury relata una cuenta desde 1958, cuando era miembro de la inteligencia del ejército de EE. UU., se encontró con una invasión de Tribellianos alienígenas en Kansas. Fue testigo de cómo Woodrow McCord destruyó el planeta natal de los alienígenas, antes de que resultara fatalmente herido. Cuando el compañero de McCord, Howard Stark llegó a la escena, decidió reclutar a Fury para continuar su trabajo como defensor del planeta. Nick Fury aceptó y explica que durante décadas, además de espiar a hippies y socialistas, y "desestabilizar" / causar guerras en países de la Tierra en su trabajo regular con el Ejército, y más tarde, S.H.I.E.L.D., defendió la Tierra contra amenazas a través de prácticamente cualquier medio, incluida la tortura sistemática contra los extranjeros, el genocidio contra las civilizaciones planetarias y el belicismo que abarca galaxias enteras. Los cadáveres descubiertos recientemente por los investigadores de superhéroes fueron amenazas que Fury había neutralizado. Fury revela que ha envejecido rápidamente y está muriendo porque la fórmula Infinita en su cuerpo se ha agotado. Él explica que eligió a cada uno de los héroes reunidos para que uno de ellos pueda reemplazarlo. Su negativa a responder a la demanda de la Pantera Negra de una explicación de lo que le sucedió a Uatu conduce a una batalla entre los héroes y los LMD, durante la cual Fury activa los ojos de Uatu. Fury combate a la mayoría de los héroes atacantes, incluso revela un secreto no revelado a Thor que hace que pierda la capacidad de empuñar su martillo. Fury confiesa que mató a Uatu en una posible autodefensa después de que el Doctor Midas y el Orb lo atacaron por primera vez. Fury tomó uno de los ojos de Uatu, necesitando saber quién montó el asalto y el juramento de Uatu que le impedía revelar esa información directamente. Después de matar a Midas, se muestra a Fury vagabundeando en la Luna y vistiendo largas túnicas que ocultan su rostro y no pueden interferir como "Lo Oculto", convirtiéndose en el reemplazo de Uatu mientras el Soldado de Invierno toma su lugar como el "Hombre en la Pared" de la Tierra.

### Lo que no se ve
Tras los sucesos que cambiaron la continuidad de la miniserie de 2015 Secret Wars, Fury regresó como "el Invisible", aconsejando a Odinson sobre la existencia de otro martillo. Más tarde piensa que, aunque es esencialmente otra persona de Nick Fury ahora, aún conserva el arrepentimiento de Fury por haber destruido a Thor con un susurro, esperando que la noticia del nuevo martillo ayude a Odinson a recuperar lo que alguna vez fue.
Más tarde, cuando todavía no puede interferir con los acontecimientos que está observando, puede convocar a Blink y contarle cosas que suceden en el gran multiverso, criaturas terribles que están destruyendo el tiempo, el espacio y la dimensión, y le dice que ella es elegido por el dispositivo para actuar como protector de la misma tela del Multiverso. Sin embargo, debido a esta interferencia en la corriente temporal, una facción de Vigilantes lo atacó con el objetivo de poner fin a su participación, incluso si eso significa el final del Multiverso.

## Poderes, Habilidades y Equipo
De acuerdo con los cómics, el envejecimiento de Nick Fury se ha ralentizado en gran medida por la Fórmula Infinita, un suero creado por el Dr. Berthold Sternberg. Fury se inoculó primero con el suero en la década de 1940. Fury tomó el suero anualmente desde hace muchos años. Originalmente Fury tuvo que tomar la fórmula anualmente o los efectos sería la inversa, permitiendo que su cuerpo llegue a su edad cronológica real. Nick Fury es representado como un hombre atlético activo a pesar de su avanzada edad cronológica, aunque a veces los escritores han retratado como Fury pasado su mejor momento a pesar de la Fórmula Infinito como en la novela gráfica de Fury y Wolverine. A partir del arco de la historia "Original Sin", se revela que en algún momento la Fórmula Infinito dejó de funcionar para él y Fury sólo ha pretendido detener el envejecimiento mediante el uso de LMDS.
El ojo izquierdo lesionado de Fury, aunque inicialmente mínimamente fue afectado por una explosión de una granada durante la Segunda Guerra Mundial, tiene largo de las décadas resultó en una pérdida del 95% de la visión en este ojo. A pesar de algunas observaciones en sentido contrario, Fury no ha tenido el ojo eliminado, ni biónicamente mejorado, y que simplemente cubre con un parche de ojo cosmético para evitar la distorsión de la percepción de profundidad. Ha explicado que cuando necesita disfrazarse, sólo tiene que quitarse el parche en el ojo, colocarse una lente de contacto y oscurecerse el cabello, ya que todo el mundo suele buscar a un hombre con un solo ojo.
Fury es un experto en el combate desarmado y armado con experiencia, era un peso pesado boxeador en el ejército (durante la Segunda Guerra Mundial), y es cinturón negro en Taekwondo y un cinturón marrón en Jiu Jitsu. Ha perfeccionado aún más sus habilidades de combate sin armas de sparring con el Capitán América. El personaje es un veterano de combate de tres guerras, la Segunda Guerra Mundial, la guerra de Corea y el conflicto de Vietnam, así como numerosas misiones militares "asesor" y las operaciones clandestinas ( "una docena de conflictos que nunca has oído hablar de él"). Es entrenado como paracaidista, guardabosques, un demoledor experto, especialista vehículo (incluyendo aeronaves y embarcaciones marítimas) y una boina verde.
Fury tiene acceso a una amplia variedad de equipos y armamento diseñado por técnicos de S.H.I.E.L.D. Lleva un uniforme de S.H.I.E.L.D. hecha de 9-ply Kevlar (capaz de resistir el impacto balístico hasta .45 balas de calibre) y un paño Beta (tipo C), un material resistente al fuego, que tiene una temperatura de encendido de 1700 °F (930 DO). Fury utiliza varios tipos de armas de fuego, incluyendo una pistola de agujas 0,15 calibre, una M1911 de 0,45 calibre automático, un capturado alemán Luger en 9mm Parabellum, un modificado semiautomática Walther PPK en 9 mm Parabellum, y la Ingram MAC-10 máquina pistola en .45 ACP.
Como director de S.H.I.E.L.D, Fury tiene acceso a todo el amplio arsenal de armamento de S.H.I.E.L.D.; diversas embarcaciones aéreas, terrestres y marítimas proporcionadas por S.H.I.E.L.D.; y numerosos parafernalia de S.H.I.E.L.D., incluyendo una corbata de enlace de radio y un traje a prueba de balas. Debido a su alto estatus, incluso cuando S.H.I.E.L.D. está dirigido por Tony Stark, y luego por Norman Osborn, Fury retiene el acceso a varios almacenes y parafernalia de S.H.I.E.L.D. que nadie más que él conoce.
Después de su transformación en Lo Oculto, Nick Fury ahora posee la misma Conciencia Cósmica que los Vigilantes, lo que le otorga la capacidad de observar diferentes líneas de tiempo, permitiéndole ver el futuro pasado, presente e incluso posible de cada línea de tiempo alternativa.

## Otras versiones

### Ultimate Nick Fury
En el Universo Ultimate Marvel, el general Nick Fury es afroamericano nacido en Huntsville, Alabama, con su apariencia y personalidad adaptadas después del actor Samuel L. Jackson. Jackson pasó a interpretar la adaptación en vivo de Nick Fury dentro del Universo Cinematográfico de Marvel.

### Marvel Zombies
Nick Fury organiza una resistencia contra los zombis, pero finalmente es devorado por los Cuatro Fantásticos zombificados en el helicarrier. Poco antes de morir, Fury le ordena a Thor que destruya el teletransportador construido por Tony Stark, a pesar del hecho de que el pequeño grupo de héroes en la habitación podría usarlo para escapar, para evitar que los Cuatro Fantásticos escapen a otras dimensiones, salvando efectivamente el multiverso de la plaga zombi.

### Los Transformers
Fury y Dum Dum Dugan aparecen en la serie de licencias de juguetes del universo alternativo Los Transformers # 3 (enero de 1985).

## Adaptaciones a otros medios

### Televisión

#### Animación
- Nick Fury ha tenido varias apariciones en Televisión, en series animadas como Spider-man y Wolverine and the X-Men.
- Fury ha aparecido en la serie de animación del 2000 X-Men: Evolution, con la voz de Jim Byrnes. Se lo ve en los episodios "Operación Renacimiento", "Day of Recovery",
"X23", "Objetivo X", "Uprising", y las dos partes del final "Ascensión". Esta serie marca la última vez que Nick Fury fue representado en la animación como un individuo caucásico, en las apariciones posteriores han modelado al personaje basados en el actor Samuel L. Jackson como en los cómics Ultimate Marvel y las películas del Universo Cinematográfico de Marvel.
- También aparece en la serie de The Avengers: Earth's Mightiest Heroes (2009) con la voz de Alex Désert. Esta versión aparece inicialmente como el director de S.H.I.E.L.D., pero deja el cargo para investigar una invasión de los Skrulls. Si bien esta versión se representa como afroamericano a lo largo de la serie, su apariencia en la primera temporada se basa en el aspecto clásico del personaje, con una cabeza llena de cabello canoso en las sienes, sin vello facial y un tono de piel notablemente más claro. La segunda temporada cambiaría su aspecto al modelo de Samuel L. Jackson después de afeitarse la cabeza.
- Chi McBride hace su voz del personaje en las series de Ultimate Spider-Man (2012), Avengers Assemble (2013),  Hulk and the Agents of S.M.A.S.H. (2013), Phineas & Ferb: Mission Marvel (2013) y Lego Marvel Super Heroes: Maximum Overload (2013).

#### Acción en vivo

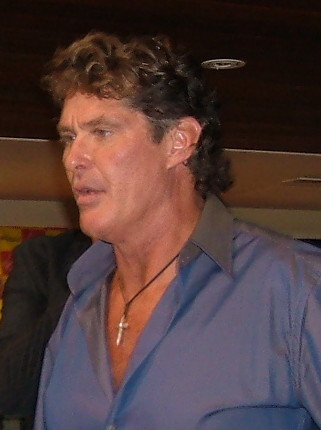
David Hasselhoff como Nick Fury en el TV Filme Nick Fury: Agent of S.H.I.E.L.D. de 1998.

- En la aparición de Nick Fury ha sido en el TV Filme interpretado por David Hasselhoff, en Nick Fury: Agent of S.H.I.E.L.D. de 1998 tomando al Nick Fury original.

- Samuel L. Jackson aparece como Fury en el segundo episodio de Agents of S.H.I.E.L.D., primera temporada, regañando a Phil Coulson después de la destrucción del avión y a la vez le advierte sobre Skye.[63] En el episodio final, también aparece Fury asumiendo otra identidad después de los sucesos en Captain America: The Winter Soldier, salvando a Fitz y Simmons en el océano y reencontrarse con Coulson para enfrentar a Garrett y su programa Deathlok. Antes de partir para Europa, Fury nombra a Coulson como el nuevo Director de S.H.I.E.L.D. y que reconstruya la organización desde cero.[64][65] Aunque no aparece en la temporada 2, se explica que Fury hizo que Coulson creara el Protocolo Theta, que ocultaba secretamente un helicarrier y reclutaba a los antiguos agentes de S.H.I.E.L.D. para que lo manejaran, en caso de ayudar a los Vengadores en su tiempo de necesidad.[66] Este plan entraría en vigor durante los eventos de Avengers: Age of Ultron. En el episodio de la temporada 4 "Déjame junto a tu fuego", se revela que Fury estaba detrás del Darkhold en algún momento.[67]

- Samuel L. Jackson volverá a interpretar su papel en la serie animada de Disney+, What If...?[68]

- Samuel L. Jackson volverá a interpretar su papel en la otra serie de Disney+ Secret Invasion.

### Cine

#### Filmes de acción con actores reales

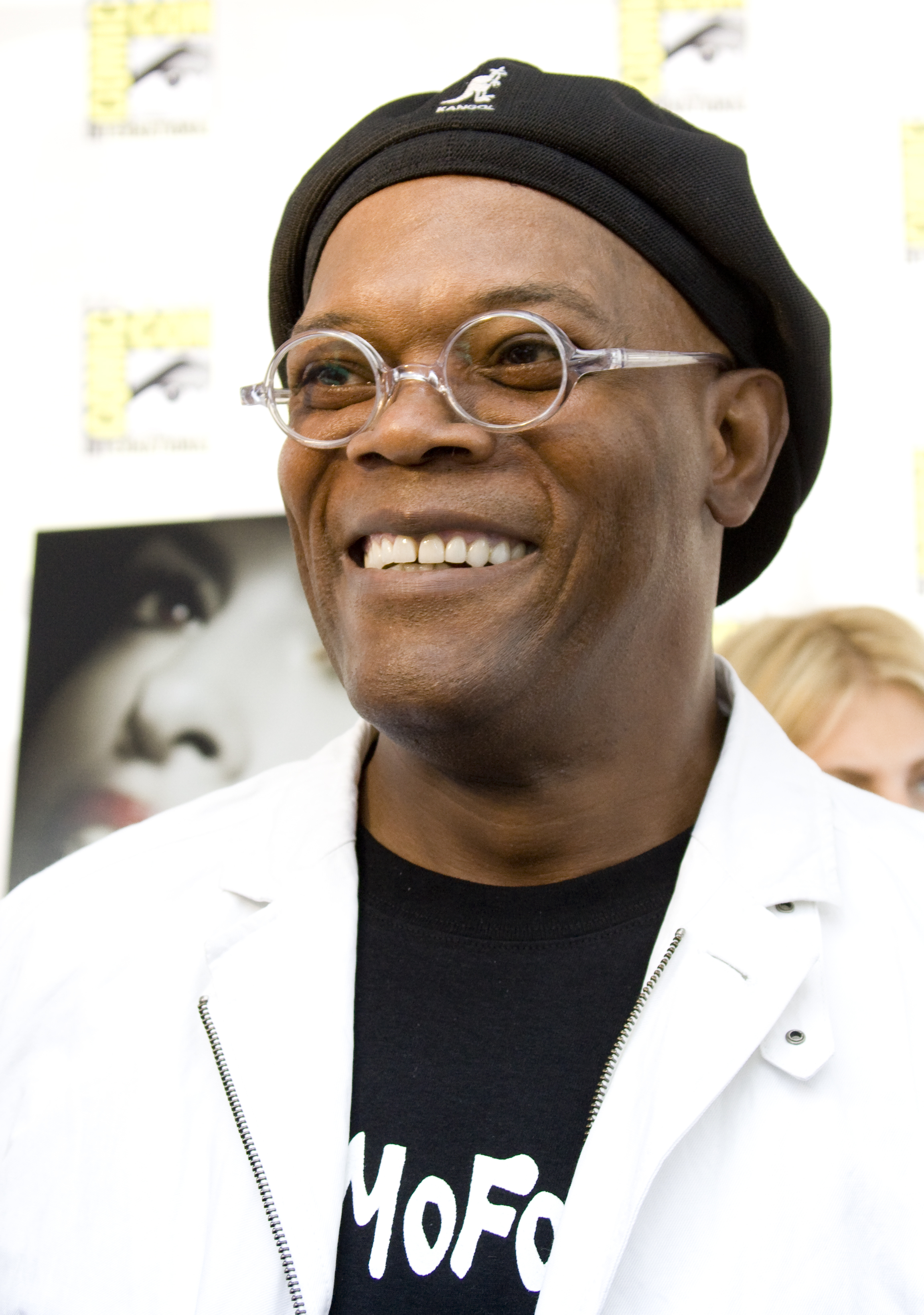
Samuel L. Jackson en el Comic-Con (2008).

- De acuerdo con el comentario de audio de Los 4 Fantásticos y Silver Surfer, el director Tim Story dijo que el guion originalmente contenía a Nick Fury, pero el papel finalmente se convirtió en el del General Hager (interpretado por Andre Braugher), ya que tener a Fury hubiera obligado a Fox a compra los derechos de ese personaje.[69]
- Samuel L. Jackson ha interpretado a la versión ultimate (versión afroamericana) de Nick Fury en varias películas del Universo cinematográfico de Marvel.[70]
  - Su primera aparición fue en la escena poscréditos de Iron Man, donde le presenta a Stark la Iniciativa Vengadores.
  - Vuelve a aparecer en Iron Man 2, donde en cierto modo ayuda a Stark a salvar su corazón. En esta ocasión, aparece dentro de la trama de la película y no en una escena poscréditos.
  - Su tercera aparición fue en Thor, en una escena poscréditos, presentándole el Teseracto a Eric Selvig.
  - En la película de Capitán América: el primer vengador hace su cameo en la última escena, presentándole a Rogers el mundo actual, puesto que estuvo dormido por casi 70 años.
  - Apareció en la película The Avengers para detener los planes de Loki, quién llega a la Tierra para tomar el Tesaracto con el fin de dirigir la invasión Chitauri.
  - Apareció en la película Captain America: The Winter Soldier,[71] que se realiza un atentado contra la vida de Fury por HYDRA, que revela que se han apoderado de S.H.I.E.L.D., dirigido por Alexander Pierce. Una vez frustrado el plan de HYDRA para controlar el mundo, Fury finge su muerte y se dirige a Europa del Este a la caza de las células restantes de HYDRA.
  - En el 2015, aparece en la Película: Avengers: Age of Ultron. Fury aparece en la granja de Clint Barton para ayudar a los Vengadores a trazar un plan para detener a Ultron de la destrucción de la humanidad. Junto con otros exagentes, utiliza el helicarrier de S.H.I.E.L.D. para ayudar a los Vengadores en la batalla final contra Ultron. También aparece en la parte final de la película, ayudando a Los Vengadores en su nueva sede.
  - Fury aparece en Avengers: Infinity War estrenada en 2018. En la escena poscréditos, Fury y Maria Hill discuten la batalla de los Vengadores contra las fuerzas de Thanos en Wakanda, cuando estos notan como algunas personas a su alrededor comienzan a desintegrarse, junto con la mitad del universo debido al chasquido de Thanos. Tras ello, le ordena a Hill que llame al control central y dicte código rojo. Sin embargo, esta última es desintegrada frente a él. Ahora, preso del pánico, decide sacar un dispositivo que tenía guardado en su vehículo y enviar una señal de auxilio. Pese a ello, Fury también es víctima del efecto del chasquido y el dispositivo cae el suelo, el cual posteriormente se revela que el mensaje ha sido recibido y aparece un símbolo de estrella de color azul y rojo.
  - Aparece en la película Capitana Marvel del 2019. La película, ambientada en la década de 1990, presentará una versión más joven que todavía tiene ambos ojos, haciendo equipo con Carol Danvers para enfrentarse una guerra entre las razas Skrull y Kree. Hacia el final de la película, Fury pierde el ojo izquierdo después de haber sido arañado por Goose, un gato que en realidad es un Flerken, y se inspiró para crear la Iniciativa Vengadores con el ejemplo de Danvers, nombrando el protocolo por su antiguo indicativo.[72] Jackson fue rejuvenecido digitalmente para ajustarse al marco temporal de la película.[73]
  - Aparece en la película Avengers: Endgame de 2019. Es revivido cinco años después de los acontecimientos de Infinity War, en el momento en el que Bruce Banner usa el guantelete diseñado por Stark. Más tarde aparece en el funeral de Tony Stark.
  - Fury también aparece en Spider-Man: Lejos de casa (2019).[74]El recluta a Peter Parker, quien está de viaje escolar en Europa, para luchar contra los Elementales junto a Mysterio. Sin embargo, en la escena poscréditos se revela como Talos, así como su esposa Soren revela que se hizo pasar por Maria Hill todo el tiempo, colaborando con el verdadero Nick Fury en ayudar a Peter a combatir los elementales. También se muestra al verdadero Nick a bordo de una nave espacial de los skrulls, en donde este pregunta de manera amistosa por sus zapatos.
  - Fury también aparece en The Marvels (2023). Encontrándose en la estación espacial S.A.B.E.R., Fury hace equipo con Carol Danvers, Mónica Rambeau y Kamala Khan, en enfrentar a la Acusadora Kree Dar-Benn, quién provoca un caos en varios planetas para restaurar el suyo.

#### Animación
Los filmes animados de Marvel Studios, como Ultimate Avengers y Ultimate Avengers 2, Nick Fury aparece la versión basada en el Nick Fury del Universo Ultimate, que es la misma versión que ha sido interpretado en Live Action por Samuel L. Jackson en la serie filmica de Marvel hasta el momento.

### Videojuegos
- Nick Fury fue el personaje del segundo jugador en el juego de arcade The Punisher.
- Nick Fury aparece como un personaje no jugable en el videojuego The Punisher de 2005. Varios de sus agentes de S.H.I.E.L.D. aparecen en un nivel posterior.
- Se puede desbloquear en Marvel Ultimate Alliance pasando todo el juego y es un jefe en la secuela del juego.
- Hace un cameo en Marvel vs Capcom 3: Fate of Two Worlds con su aparencia del Universo Ultimate, en el ending de Crimson Viper.
- Nick Fury aparece en las versiones de PSP y PS2 de Spider-Man: Web of Shadows.
- Nick Fury aparece en X-Men Legends II: Rise of Apocalypse, con la voz de Khary Payton.
- Ultimate Nick Fury aparece en el videojuego Ultimate Spider-Man, con la voz de Dave Fennoy.
- Spider-Man menciona a Spider-Man: Shattered Dimensions, la última versión de Nick Fury, antes de que Carnage ataca el helicóptero S.H.I.E.L.D. Llamó a Spider-Man cuando S.H.I.E.L.D. ignora las advertencias de no experimentar con el fragmento de otra Tierra, hasta que Spider-Man llegó, lo que provoca un caos de Triskelion, después de S.H.I.E.L.D. mezclando el fragmento con Carnage en sus experimentos.
- La versión definitiva de Nick Fury aparece en el final de Crimson Viper para Marvel vs. Capcom 3: Fate of Two Worlds, donde ofrece un trabajo con S.H.I.E.L.D. Más tarde reapareció en Ultimate end of Captain America, tomando el lugar de Barack Obama de la versión original.
- Dos versiones de Nick Fury aparecen como personajes jugables en Marvel Super Hero Squad Online: una basada en su aparición en la serie animada The Super Hero Squad Show, y otra basada en la interpretación de Samuel L. Jackson en la película de 2012 The Avengers.
- Nick Fury aparece como un personaje no jugable en el juego de Facebook Marvel: Avengers Alliance.
- Nick Fury aparece en Lego Marvel Super Heroes, con la voz de John Eric Bentley.[75]
- Nick Fury aparece como un personaje no jugable en Marvel Heroes, con la voz de Keith David.[76]
- Nick Fury es un personaje no jugable en Marvel Avengers Alliance Tactics.
- Nick Fury es un personaje jugable en Disney Infinity: Marvel Super Heroes (Edición 2.0), con Samuel L. Jackson retomando su papel.[77][78]
- Nick Fury es un personaje jugable en Marvel Puzzle Quest.
- Nick Fury aparece en el videojuego Spider-Man Unlimited y más tarde se convertiría en un personaje jugable.
- Nick Fury es un personaje jugable en Marvel Mighty Heroes.
- Nick Fury es un personaje jugable en Disney Infinity 3.0, con Samuel L. Jackson retomando su papel.
- Nick Fury aparece en Lego Marvel Super Heroes 2, con la voz de Chris Jarman.
- Nick Fury es un personaje jugable en Marvel Future Fight.[79]
- La versión Ultimate de Nick Fury, es un personaje jugable en Marvel Contest of Champions.